# Access (EP)
Access es el primer EP de Acid Angel from Asia, una subunidad del grupo de chicas multinacional TripleS. Fue publicado el 28 de octubre de 2022 por Modhaus y distribuido por Kakao Entertainment. El EP contiene seis pistas, incluyendo el sencillo principal «Generation».

## Antecedentes y lanzamiento
Del 21 al 24 de septiembre, Modhaus comenzó una votación para los fans acerca de la alineación de las dos primeras subunidades de TripleS, Acid Angel from Asia y +(Kr)ystal Eyes. El día 25 se anunciaron las alineaciones oficiales, además del debut de la primera subunidad, Acid Angel from Asia.
El 28 de octubre,  fue publicado el videoclip del sencillo principal, «Generation», y horas después el EP fue lanzado en plataformas digitales.

## Lista de canciones
| Lista de canciones de Access |                            |                                                    |                                                               |                           |          |  |
| N.º                          | Título                     | Letras                                             | Música                                                        | Arreglos                  | Duración |  |
| 1.                           | «Access»                   | Kim Sung-woo                                       | El Capitxn Vendors (Nano)                                     | El Capitxn Vendors (Nano) | 0:45     |  |
| 2.                           | «Generation»               | Jaden Jeong El Capitxn Vendors (Nano) Kim Sung-woo | El Capitxn Vendors (Nano) Maria Marcus Louise Frick Sveen     | El Capitxn Vendors (Nano) | 2:44     |  |
| 3.                           | «Rolex»                    | Jaden Jeong G-High                                 | Badd Stella Jones (153/Joombas) G-High Kwon Ae-jin (MonoTree) | Badd                      | 3:12     |  |
| 4.                           | «Charla» (en hangul, 찰나) | Choi Yeong-kyung Jaden Jeong                       | Choi Gionata Caracciolo Alex Marton                           | Marton Caracciolo         | 3:03     |  |
| 5.                           | «Dimension» (versión AAA)  | Lee Lee-jin (153/Joombas) Jaden Jeong Choi         | Badd San Yoon Isa Guerra                                      | Badd                      | 3:11     |  |
| 6.                           | «+(82)»                    |                                                    | Yoon Jong-seong, Pdly (MonoTree)                              |                           | 0:47     |  |
| 13:42                        |                            |                                                    |                                                               |                           |          |  |

## Posicionamiento en listas
| Lista (2022)           | Mejor posición |
| ---------------------- | -------------- |
| Corea del Sur (Circle) | 9              |

## Historial de lanzamiento
| Región        | Fecha                  | Formatos                   | Discográfica  | Ref.  |
| ------------- | ---------------------- | -------------------------- | ------------- | ----- |
| Varios        | 28 de octubre de 2022  | Descarga digital streaming | Modhaus       | [ 3 ] |
| Corea del Sur | 9 de noviembre de 2022 | CD                         | Modhaus Kakao | [ 5 ] |